# Do Gyeong-dong
Do Gyeong-dong (koreanisch 도경동; * 19. August 1999) ist ein südkoreanischer Säbelfechter.

## Erfolge
Do Gyeong-dong gab im November 2021 sein internationales Debüt bei den Erwachsenen beim Weltcup in Algier. Zwei Jahre darauf vertrat der Rechtshänder Südkorea bei der 2023 ausgetragenen Universiade in zwei Konkurrenzen. Während er im Einzel keine Medaillenplatzierung erreichte, belegte er mit der Mannschaft den zweiten Platz. Das Gefecht um die Goldmedaille verloren die Südkoreaner gegen die Équipe Italiens.
Bei den Olympischen Spielen in Paris startete Do lediglich als Ersatzmann im Mannschaftswettbewerb, während er in der Einzelkonkurrenz nicht zum Einsatz kam. Die südkoreanische Équipe bezwang in der Besetzung Gu Bon-gil, Oh Sang-uk und Park Sang-won im ersten Gefecht Kanada mit 45:33. Auch das Halbfinale gegen Frankreich wurde mit 45:39 gewonnen, sodass die Südkoreaner ins Finale gegen Ungarn einzogen, in dem schließlich auch Do Gyeong-dong zu seinem Einsatz kam. Beim Stand von 30:29 wechselte ihn Nationaltrainer Won Woo-young anstelle von Gu Bon-gil für das siebte Gefecht ein, woraufhin Do gegen seinen Kontrahenten Krisztián Rabb ein 5:0-Punkte-Durchgang gelang und Südkoreas Führung auf 35:29 ausbaute. Mit 45:41 bezwangen sie die ungarische Mannschaft und gewannen damit wie schon bei den letzten Olympischen Spielen – ohne Do – die Goldmedaille.
Do schrieb sich im April 2023 beim südkoreanischen Militär ein und hätte seinen Dienst planmäßig im Oktober 2024 beendet. Aufgrund seines Olympiasieges war es ihm möglich, das Militär bereits zwei Monate früher wieder zu verlassen.